# دوه‌دامی (اورتاکوی)
دوه‌دامی (به ترکی استانبولی: Devedamı) یک منطقهٔ مسکونی در ترکیه است که در اورتاکوی (آق‌سرای) واقع شده‌است.